# Papagaio-pigmeu-de-peito-vermelho
O papagaio-pigmeu-de-peito-vermelho (Micropsitta bruijnii) é uma espécie de ave da família Psittaculidae. Os seus habitats naturais são: florestas boreais, subtropicais, tropicais ou secas e úmidas. Também habitam planícies artificiais, terrestres e plantações.